# Spodnje Jelenje
Spodnje Jelenje je naselje v Občini Litija.